# Rafi Peretz

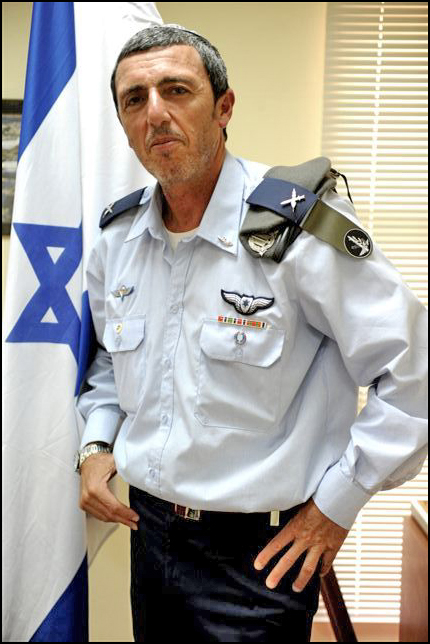
Rafael Peretz

Rafael „Rafi“ Peretz (* 7. Januar 1956 in Jerusalem) ist ein israelischer Militärseelsorger, orthodoxer Rabbiner, Brigadegeneral und Politiker der national-religiösen Partei HaBajit haJehudi. Im Juni 2019 wurde Peretz Bildungsminister im Kabinett Benjamin Netanjahu IV. Im Kabinett Benjamin Netanjahu V, das im Mai 2020 gebildet wurde, übernahm er das Ministerium für Jerusalemer Angelegenheiten.

## Leben
Peretz ist der Sohn marokkanisch-jüdischer Einwanderer. Er absolvierte in Israel eine militärische Laufbahn und stieg in den israelischen Streitkräften bis zum Brigadegeneral auf. Er ist als jüdischer Militärseelsorger in den israelischen Streitkräften als orthodoxer Rabbiner tätig. Peretz ist Vorsitzender der Partei HaBajit haJehudi sowie der Union der rechten Parteien.
Bereits 2014, vor seiner Zeit als Minister, machte er Schlagzeilen mit der Aussage, dass der Tempelberg für Muslime von untergeordneter Bedeutung sei, da Jerusalem im Koran nicht erwähnt würde, den die meisten Muslime eh nicht gelesen hätten. Peretz vertritt die Ansicht, dass die palästinensischen Gebiete vollständig annektiert werden sollten. Homosexualität hielt er bis zum 18. Juli 2019 für therapierbar. Aufgrund heftiger Proteste und der Absage des luxemburgischen Ministerpräsidenten Xavier Bettel bei der Verabschiedung der israelischen Botschafterin in Luxemburg erklärte Peretz, dass er Konversionstherapien entschieden ablehne.
Wie schon Schmuel Sackett vor ihm, bezeichnet Rafael Peretz in einer Kabinettsitzung die Auswirkung von interreligiösen Ehen auf das Judentum als „zweiten Holocaust“. Dabei bezog er sich auf eine Untersuchung des Jerusalemer Instituts für Politik des jüdischen Volkes (JPPI). Der Bericht besagt, dass US-amerikanische Juden zur Zeit mehrheitlich Nicht-Juden heiraten.
Peretz sieht es als eines seiner Ziele an, jedes Kind in Israel mit einer Hebräischen Bibel auszustatten.
Peretz ist verheiratet und hat zwölf Kinder.